# Temnida
Temnida är ett släkte av spindlar. Temnida ingår i familjen spökspindlar.
Kladogram enligt Catalogue of Life:
| Temnida | \| \| Temnida rosario \| \| \| \| \| \| Temnida simplex \| \| \| \| |
|         | \| \| Temnida rosario \| \| \| \| \| \| Temnida simplex \| \| \| \| |
|         | Temnida rosario                                                     |
|         |                                                                     |
|         | Temnida simplex                                                     |
|         |                                                                     |